# La Vache au nez subtil
Pour les articles homonymes, voir La Vache au nez subtil (homonymie).
 La Vache au nez subtil est une huile sur toile et émail, réalisée par Jean Dubuffet en 1954. Elle a été présentée lors de la rétrospective Dubuffet au musée national d'Art moderne, au Centre national d'art et de culture Georges-Pompidou, en 2001. En 1985, l'année même de la mort de l'artiste, Jean-Louis Prat, directeur de la fondation Maeght l'a présentée du 6 juillet au 6 octobre, dans une rétrospective qu'il avait préparée pendant trois ans avec Dubuffet lui-même.

## Contexte
À partir de juillet 1954, Dubuffet se rendait souvent à Durtol, petit village des environs de Clermont-Ferrand où sa femme résidait pour des raisons de santé. Il y avait installé un atelier et travaillait de nouveau sur un thème qu'il avait traité en 1943-1944 : la campagne. « Je pris grand plaisir à regarder longuement les vaches comme je l'avais fait autrefois et à les dessiner ensuite de mémoire, ou parfois même, mais beaucoup plus exceptionnellement, sur le vif. »
De cette période naîtra une série de Vaches, dont La Vache au nez subtil fait partie, en même temps que les Petites statues de la vie précaire. Vaches et Petites statues de la vie précaire sont réunies dans le volume 10 du Catalogue des travaux de Jean Dubuffet, élaboré par Max Loreau, en 1969 .

## Description et évolution
À la même époque, à partir de juillet 1954, Dubuffet expérimente une nouvelle technique de peinture : la peinture laquée. Il s'agit de peintures industrielles très fluides à séchage rapide, dites « émaux de quatre heures », qui donnent en séchant un réseau de craquelures qu'il mélange à de la peinture à l'huile ; il complète ensuite le tableau par un long travail au petit pinceau, « celui-ci soulignant les minuscules réseaux de veinures et ocellations provoquées par la mise en présence de deux peintures ennemies ».
La Vache au nez subtil est le seul exemplaire de la série Vaches qui figure à la première rétrospective de Jean Dubuffet à la fondation Maeght en 1985. D'autres vaches ont été présentées à la rétrospective du Centre Pompidou, notamment la Vache blanche sur fond vert (1954), gouache sur papier (32,6 × 40,2 cm), achat en 1983.
La Vache tachetée (1954), huile sur toile (111 × 84 cm), collection Gordon Bunshaft (New York), en 1961, a été adjugée chez Christie's, à New York en mai 2004, pour la somme de 2 700 000 €.

## Sélection deVaches
« Je dois dire d'abord que la vue de cet animal me procure un inépuisable bien être à cause du rayonnement de calme et de sérénité qui en émane […] Je me suis plu, souvent, à faire de la vache une espèce de guignol saugrenu, et de tous les éléments de la campagne (prairie, arbres et autres), une sorte de théâtre grotesque, de clownerie de cirque. »

— Jean Dubuffet, 1961.
- Vache à l'herbage (août 1954), huile sur toile (96 × 114 cm), ancienne collection Ralph Colin (New York)[8],[11]. Ce tableau a été adjugé pour 2 100 000 € en 2006[12].
- Vache à longues cornes et long museau (septembre 1954), huile sur papier (50 × 41 cm), localisation inconnue[8].
- Vache la belle fessue (novembre 1954), huile sur toile (97 × 130 cm)[13], [14].
- Vache la belle allègre (novembre 1954), huile sur toile (116 × 89 cm)[13], National Gallery of Art (Washington, États-Unis)[15].